# Дібрівка (Рівненський район)
Дібрівка — село в Україні, у Рівненському районі Рівненської області. Населення становить 117 осіб. Орган місцевого самоврядування — Великоомелянська сільська рада.

## Загальні відомості
З Грушвиці Першої на південь пролягає трьохкілометровий шлях у село Дібрівку, що розмістилось вздовж дороги при границі Дубенського району. За даними 1994 року тут було 70 дворів, 127 мешканців. Про Дібрівку чи не вперше довідуємось із поземельного плану 1773 року, коли-то «Дубровка» як невеликий дубовий гай вирисовується граничною до володінь містечка Жорнова. Неясно лише, чи була тоді заселеною, чи мала тільки значення урочища, І лише в акті 1882 року є натяк, що це місце заселили хуторяни. Йдеться про рядки «и в Дубровке возньїй пробьіл два дня». Там же згадується придорожня гаївка з охоронцями лісу.
Інвентар 1885 року трактує «Дубровку» як хутір із 16-ти дворів, де проживали сім"ї лісорубів, які безпосередньо були підзвітні місцевому гайовому. Вони мали невеличкі наділи землі для підсобного господарства. А ще там згадується «вуглярня» — місце для випалювання деревини на вугілля (деревне).
У 80-х роках XIX століття Дібрівку, як і Грушвицю, заселяють чехи-переселенці. Їм відводять на пільгових умовах найкращі земельні наділи, де вони на зрубах і після викорчовування лісу формують свої колоніальні господарства. За даними 1872 року їх було понад 30. Після Німецько-радянської війни чехи виїхали на батьківщину, а їх місце зайняли околишні поселяни й українські переселенці із Польщі, Словаччини. В останні роки сюди прибули й деякі мешканці із північних районів області. Тепер Дібрівка відходить до Грушвицької сільради. Назва Дібрівка зрозуміла. Це перенесене найменування із урочища на основане тут поселення. У ній кінцеве «ка» є виразником зменшення до Діброва, де значення «дубовий ліс, гай», «березняк», «мішаний ліс», «листяний ліс», «лісова трава», «болото» та інше. Якесь одне з цих чи інших понять увінчало Дубрівку, яка в Україні має ще 36 «сестер». До того ж існують: Дібровки, Дібрівне, Дібрівськ, Діброва, Діброви, Дібровинці.
Менш ймовірно, як це в деяких оповіданнях, пов'язувати Дібрівку із найменням особи Дібрівко, хоч воно, як і Діброва, засвідчені. У записах Дуброва фіксується з XV століття («Дубрава Раменьєв», слуга кн. Углицкого1450; «Дуброва Гневош», 1541), а похідні як Дубровко, Дубровик — з 1570 року. Такі особові наймення загадкові, і, можливо, приховують якесь переносне значення слова діброва, як «лісовик», «причетний до діброви», «бадьорий».

## Населення

### Мова
Розподіл населення за рідною мовою за даними перепису 2001 року:
| Мова       | Кількість | Відсоток |
| ---------- | --------- | -------- |
| українська | 117       | 100%     |